# ピエーヴェ・サント・ステーファノ
ピエーヴェ・サント・ステーファノ (伊: Pieve Santo Stefano) は、イタリア共和国トスカーナ州アレッツォ県にある、人口約3,000人の基礎自治体（コムーネ）。

## 地理

### 位置・広がり

#### 隣接コムーネ
隣接するコムーネは以下の通り。括弧内のFCはフォルリ＝チェゼーナ県所属を示す。
- アンギアーリ
- バディーア・テダルダ
- カプレーゼ・ミケランジェロ
- キウージ・デッラ・ヴェルナ
- サンセポルクロ
- ヴェルゲレート (FC)

### 気候分類・地震分類

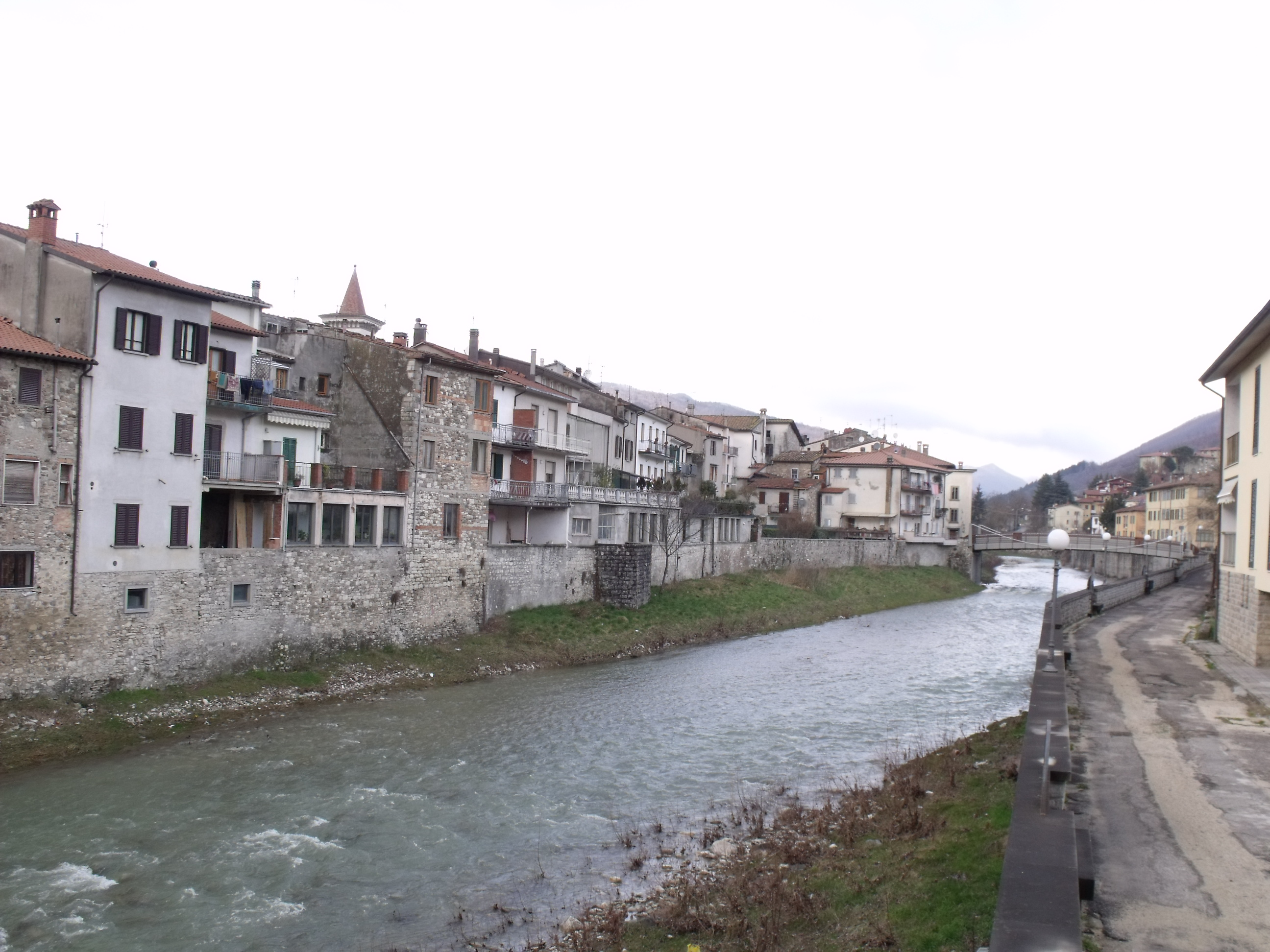
テヴェレ川

ピエーヴェ・サント・ステーファノにおけるイタリアの気候分類 (it) および度日は、zona E, 2297 GGである。
また、イタリアの地震リスク階級 (it) では、zona 2 (sismicità media) に分類される。

## 行政

### 分離集落
ピエーヴェ・サント・ステーファノには以下の分離集落（フラツィオーネ）がある。
- Baldignano, Brancialino, Bulciano, Castelnuovo, Cerbaiolo, Cercetole, Cirignone, Formole, Madonnuccia, Mignano, Mogginano, Montalone, Sigliano, Tizzano, Valdazze, Valsavignone, Viamaggio, Ville di Roti

## 人物

### 著名な出身者
- アミントレ・ファンファーニ - 政治家、イタリア共和国首相。